# Graphidessa obliquefasciata
Graphidessa obliquefasciata är en skalbaggsart som beskrevs av Komiya och Keiichi Kusama 1974. Graphidessa obliquefasciata ingår i släktet Graphidessa och familjen långhorningar.
Artens utbredningsområde är Taiwan. Inga underarter finns listade i Catalogue of Life.